# Wings of Hope Deutschland
Wings of Hope Deutschland mit Sitz in München ist eine rechtsfähige kirchliche Stiftung des bürgerlichen Rechts; sie wurde im Jahr 2003 gegründet. Wings of Hope hilft seelisch verletzten Menschen, insbesondere Kindern und Jugendlichen, ihren Familien und ihrem Helfersystem aus dem Trauma der Gewalt. Schwerpunkt der Arbeit ist die psychosoziale Hilfe für Kinder und Jugendliche, die durch Krieg und Gewalt traumatisiert wurden. Die Stiftung arbeitet in Deutschland und mit lokalen Partnern in Bosnien-Herzegowina, Nordirak, El Salvador, Brasilien, Palästina und Israel. Wings of Hope nimmt dabei die individuellen und die sozialen Folgen der traumatischen Erfahrungen in den Blick. Sie hilft Menschen jeder Volkszugehörigkeit, Religion und jeden Geschlechts, die durch Kriege und andere Formen von Gewalt Traumata erlitten haben. Wings of Hope ist überzeugt, dass nur wenn Menschen Gewalterfahrungen überwunden und verarbeitet haben, sie wieder frei für ein friedvolles Miteinander auch über Grenzen zwischen vermeintlichen Feinden hinaus sind. Traumaarbeit ist deshalb weit mehr als Therapie, es ist Friedensarbeit. Der Dreiklang der Stiftung lautet: Trauma heilen, Frieden stiften, Versöhnung leben.

## Arbeit der Stiftung
Die Arbeit geschieht vor allem durch die Ausbildung und Qualifizierung von Fachleuten im Bereich der Psychotraumatologie und durch die Arbeit mit Jugendnetzwerken, die sich für Dialog und Versöhnung einsetzen. Diese Ziele sollen erreicht werden durch:
- Traumafortbildungen im In- und Ausland für Menschen aus helfenden Berufen
- Netzwerkarbeit im In- und Ausland mit Jugendlichen und jungen Erwachsenen für Dialog und Versöhnung
- Bewusstsein schaffen für das Thema Gewalt und seine Folgen in der Gesellschaft
- Angebote für Traumaberatung und Therapie im In- und Ausland in den Traumahilfezentren der Wings-of-Hope-Partner für Einzelne und Gruppen

Die Stiftung möchte mit ihrem Engagement einen Beitrag zum Aufbau einer tragfähigen Zivilgesellschaft in einer Nachkriegssituation leisten, um das Ausbrechen neuer Konflikte zu verhindern. Sie fördert bei Kindern und Heranwachsenden die Fähigkeit zu friedensstiftendem, versöhnendem und tolerantem Handeln. Neben einer unterstützenden Rolle für das öffentliche Gesundheitswesen dient Wings of Hope Deutschland somit auch der Völkerverständigung. Der Name der Stiftung leitet sich aus der Zielsetzung ihrer Arbeit ab: Kindern und Jugendlichen, die unter Kriegen und Gewalt gelitten haben, wieder „Wings of Hope“ – Flügel der Hoffnung – zu geben.
In Deutschland findet die vielseitige Trauma- und Friedensarbeit in Form von unterschiedlichen Aktivitäten, wie Trauma-Fort- und Weiterbildungen, Seminare, Supervisionen, In-House-Schulungen, Angeboten von Traumaberatung und Traumatherapie, sowie Netzwerkarbeit statt. Diese bietet die Stiftung an unterschiedlichen Orten in Bayern an. Am Labenbachhof in Ruhpolding, einem jahrhundertealten Bergbauernhof mit Freizeit- und Tagungsstätte, führt die Stiftung Projekte und Fortbildungen mit traumapädagogischem und traumatherapeutischem Hintergrund durch. Dieses bietet Menschen aus helfenden Berufen und anderen Interessierten Seminare, Aus- und Fortbildungen an.

## Organisation
Der Vorstand der Stiftung arbeitet ehrenamtlich. Im Kuratorium sind:
- Markus Rinderspacher, Vorsitzender des Kuratoriums (Vizepräsident, MdL)
- Margarete Bause (MdB, Integrationspolitische Sprecherin Bündnis 90/Die Grünen)
- Heinrich Bedford-Strohm (Landesbischof, Ratsvorsitzender EKD)
- Heiner Bielefeldt (Universität Erlangen)
- Susanne Glass (Fernsehkorrespondentin)
- Maya Götz (Leiterin IZI und PrixJeunesse)
- Melek Henze (Interkulturelle Trainerin)
- Joachim Herrmann (Staatsminister, MdL)
- Melitta Müller-Hansen (Beauftragte der Evang.-Luth. Kirche in Bayern für Hörfunk und Fernsehen, BR)
- Till Rüger (Fernsehkorrespondent)
- Sabine Sauer (TV-Moderatorin / Journalistin)
- Rainer Stinner (MdB a. D.)
- Hans-Jochen Vogel (bis 2020) (Bundesminister a. D.)

## Filme über Wings of Hope Deutschland
- Die Sprache des Friedens von Johannes Faber über die Sommerakademie für interkulturellen Dialog 2012 (YouTube-Video)
- Film des Bayerischen Rundfunks über die Sommerakademie 2007
- Ferien vom Krieg – Wings of Hope – Kindercamp im Nordirak, 3Sat Kulturzeit vom 27. Februar 2007 (online)
- Spüren wo wir herkommen, ZDF, August 2006, Sendereihe  Sonntags – TV fürs Leben (online)